# Oscar Schmorl
Oscar Schmorl (* 4. September 1872 in Hannover; † 30. Mai 1950 in Isernhagen) war ein deutscher Buchhändler und Freimaurer.

## Leben

### Familie
Oscar Schmorl war der Sohn von Ernst Victor Schmorl und Vater von Fritz Schmorl.

### Werdegang
Oscar Schmorl wurde am 1. April 1904 zunächst Teilhaber der von seinem Vater mitgegründeten Buchhandlung Schmorl & von Seefeld. Im selben Jahr wurde er Mitglied im Vorstand des Börsenvereins des deutschen Buchhandels.
Im Ersten Weltkrieg diente Oscar Schmorl von 1914 bis 1918 als Soldat, übernahm 1916 aber auch die Alleininhaberschaft der Buchhandlung und setzte hierfür Julius Beek („Monsieur Jules“) als Prokuristen ein. Während der Weimarer Republik trat Oscar Schmorl 1925 dem Hannoverschen Künstlerverein bei, setzte seinen Sohn Fritz 1928 als Juniorpartner ein.
Oscar Schmorl war Mitglied und Meister vom Stuhl in der Freimaurerloge Zum schwarzen Bär. Als während der Zeit des Nationalsozialismus 1935 die Freimaurerlogen verboten wurden, hielt er am 16. Juli 1935 „selbstbewusst“ eine Abschlussrede. Schmorl erlebte während der Luftangriffe auf Hannover im Zweiten Weltkrieg in der Nacht vom 8. auf den 9. sowie am 13. Oktober 1943 die Totalzerstörung seines Geschäftshauses. Nachdem er in Ausweichquartieren den Buchverkauf weiter organisierte, wurde dieser im Oktober 1944 mittels „Schließungsverfügung“ durch die Reichsschrifttumskammer gänzlich unterbunden.

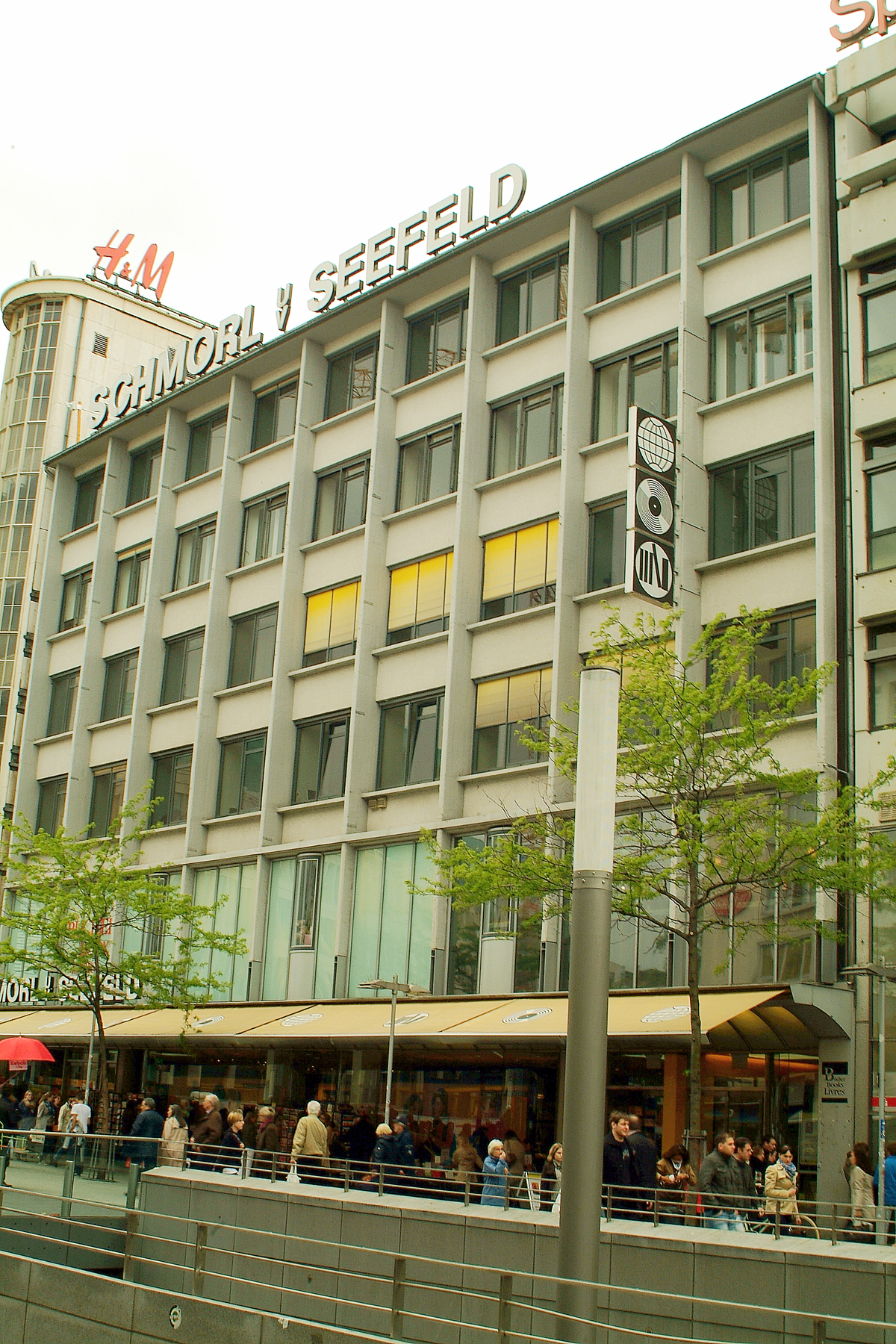
Das ehemalige Gebäude Schmorl & von Seefeld, heute Hugendubel in der Bahnhofstraße in Hannover

Erst ab 1945 konnte Oscar Schmorl mit Unterstützung durch seinen Sohn Fritz den Betrieb wieder aufnehmen, zuerst in der Landschaftstraße 6, dann in behelfsmäßigen Bauten auf dem eigenen Grundstück in der Bahnhofstraße. Die Fertigstellung des Neubaus des Gebäudes für Schmorl & von Seefeld durch den Sohn Fritz erlebte Oscar Schmorl nicht mehr; er starb 1950 in Isernhagen.